# Girolamo della Rovere (1530-1592)
Girolamo della Rovere (Turim, 1530 - Roma, 7 de fevereiro de 1592) foi um cardeal do século XVII

## Biografia
Nasceu em Turim em 1530. De família nobre. Filho de Lelio della Rovere e Giovanna (ou Anna) dos condes de Piossasco (ou Planzasco). Estava destinado à carreira eclesiástica. Seus dois irmãos, Leonardo e Giovanni Francesco, foram destinados ao das armas.
Estudou grego, latim, eloquência, literatura e direito nas Universidades de Pádua e de Paris desde muito jovem; quando ele tinha nove anos, ele disputò, e perorò; na Universidade de Pádua.
Considerado um excelente orador, quando esteve na corte francesa como enviado do duque de Sabóia, foi encarregado dos elogios fúnebres dos reis Henrique II e Carlos IX. Reitor da Arquidiocese de Turim..
Eleito bispo de Toulon, França, em 26 de janeiro de 1560. Consagrado (sem informações encontradas). Promovido à sé metropolitana de Turim, em 12 de maio de 1564..
Criado cardeal sacerdote no consistório de 16 de novembro de 1586; recebeu o gorro vermelho e o título de S. Pietro in Vincoli, em 14 de janeiro de 1587. Participou do primeiro conclave de 1590, que elegeu o Papa Urbano VII. Participou do segundo conclave de 1590 , que elegeu o papa Gregório XIV. Participou do conclave de 1591, que elegeu o Papa Inocêncio IX. Participou do conclave de 1592, que elegeu o Papa Clemente VIII. Após sua morte, sua grande e rica biblioteca passou para o duque de Urbino e, mais tarde, durante o pontificado do Papa Alexandre VII, foi transportada para Roma e dividida entre a Biblioteca do Vaticano e a do Arquiginásio de Roma..
Morreu em Roma em 7 de fevereiro de 1592. Enterrado em seu título, S. Pietro in Vincoli.